# Kasteel van Lembeek
Het Kasteel van Lembeek is een voormalig kasteel in de tot de Vlaams-Brabantse gemeente Halle behorende plaats Lembeek, gelegen nabij de Bondgenotenstraat.
Al in de 12e en 13e eeuw stond hier een kasteel, gelegen op de grens van het Hertogdom Brabant en het Graafschap Henegouwen. Dit kasteel lag op een strategische plaats aan de Zenne. In 1194 werd hevig om Lembeek gevochten tussen beide heersers, maar deze strijd eindigde onbeslist en Lembeek werd een soort bufferzone. Beide heersers hadden invloed. De versterkingen hadden geen functie meer en vervielen.
Eind 16e eeuw kwam de heerlijkheid aan Jean Gruuset. Diens zoon Willem gaf in 1618 opdracht tot de bouw van een nieuw kasteel. Er kwam ook een kasteelpark waartoe een aantal bewoners van Lembeek simpelweg werden onteigend. Het kasteel vormde een geheel met het hospitaal dat begin 13e eeuw was gesticht en waar bedevaartgangers die naar Sint-Veroon pelgrimeerden konden worden opgevangen.
In 1853 verkocht de toenmalige eigenaar, hertog d'Ursel, het kasteel aan de jeneverstoker Paul Claes. Deze liet het restaureren en ook liet hij de Malakofftoren bouwen. In 1904 kwam het kasteel aan de Broeders van de Christelijke Scholen. Deze broeders lieten de gebouwen nog vergroten maar eind jaren '60 van de 20e eeuw vertrokken zij. Het kasteel raakte in verval, werd aangekocht door een particulier om in 1971 te worden gesloopt. Het domein van 6 ha werd in 1985 aangekocht door de gemeente en in 1993 begon men met de herinrichting van het Kasteelpark. Vervallen gebouwen werden gesloopt en andere gebouwen werden gerestaureerd.